# Bertram Fleck
Bertram Fleck (* 25. September 1949 in Mainz) ist ein deutscher Politiker (CDU). Er war vom 3. Mai 1989 bis 28. April 2015 Landrat des Rhein-Hunsrück-Kreises.

## Leben und Beruf
Bertram Fleck absolvierte 1968 das Abitur am Bischöflichen Willigis-Gymnasium in Mainz und leistete von 1968 bis 1970 Wehrdienst. Von 1970 bis 1975 studierte er Jura in Mainz und Freiburg und machte 1970 das erste und 1979 das zweite juristische Staatsexamen. Ab 1980 arbeitete Fleck in der Finanzverwaltung des Landes Rheinland-Pfalz und war Ende der 1980er Jahre als Referent des damaligen rheinland-pfälzischen Finanzministers und späteren Ministerpräsidenten Carl-Ludwig Wagner tätig. Daneben war er kommunalpolitisch im Ortsbeirat Mainz-Drais und in einem Ausschuss der Stadt Mainz aktiv. Zudem ist er stellvertretender Vorsitzender des Zweckverbands Welterbe Kulturlandschaft Oberes Mittelrheintal.
Am 3. Mai 1989 wurde Fleck erstmals zum Landrat des Rhein-Hunsrück-Kreises gewählt und von dem damaligen Ministerpräsidenten Carl-Ludwig Wagner in sein Amt eingeführt. 1998 gewann er seine Wiederwahl gegen Norbert Neuser (SPD) und wurde am 17. September 2006 als einziger Bewerber mit 84,71 Prozent in seine dritte Amtszeit gewählt. 2013 gab er bekannt zur Wahl im Herbst 2014 nicht mehr antreten zu wollen. Sein Nachfolger, Marlon Bröhr, wurde am 28. April 2015 vereidigt.

## Privates
Bertram Fleck ist geschieden und hat drei Kinder.

## Positionen und politisches Wirken
Von Beginn seiner Amtszeit an setzte Fleck auf dezentrale Stromerzeugung in seinem Landkreis. 1999 begann der Landkreis mit der Ausbauung erneuerbarer Energien und steigerte die Regionale Wertschöpfung. Zahlreiche Projekte wurden verwirklicht, von der Gebäudesanierung, Energiecontrolling, Energieeffizienz bis zum Energie-Plus-Verwaltungsgebäude im Jahre 2009, einem außerschulischer Lernort für modernes Abfallmanagement und Erneuerbare Energien im Jahre 2000. Der Rhein-Hunsrück-Kreis bekam 2010 das erste Solardachkataster in Rheinland-Pfalz. Das „1000 Dächer-Fotovoltaik-Programm“ des Kreises motivierte in der ersten Phase zu 2300 Fotovoltaik-Dächern, Stand 2021 sind es 5245 Einheiten. Weitere herausragende Projekte: 18 Biomasseanlagen von Landwirten, 18 Nahwärmeverbünde in kleinen Gemeinden ab 2006, davon drei in Schulzentren des Kreises im Jahre 2009, mit Baum- und Strauchschnitt aus 120 Dorfsammelplätzen betrieben. Insbesondere 278 Windkraftanlagen auf überwiegend gemeindeeigenen Flächen, schwerpunktmäßig errichtet von 1990 bis 2015, ermöglichten vielen Gemeinden neue finanzielle Gestaltungsmöglichkeiten. Der Rhein-Hunsrück-Kreis wurde so in den Bereichen Wärme, Strom und Abfall bilanziell ein Nullemissions-Kreis und produziert heute mit ca. 1,57 Milliarden kWh Strom aus Erneuerbaren Energien 337 %, mehr als das Dreifache, des eigenen Stromverbrauchs. Würdigung erfuhr Bertram Fleck 2018, als der Rhein-Hunsrück-Kreis von der Agentur für Erneuerbare Energien aus Berlin (AEE) mit dem bundesweit erstmals verliehenen Jurypreis „Energie-Kommune des Jahrzehnts“ ausgezeichnet wurde.
Mit Ende des Kalten Krieges und dem Abzug der US-amerikanischen Truppen aus dem Hunsrück, zogen 15.000 Migranten aus den ehemaligen Sowjetrepubliken in die Region. Deren Integration wurde von Fleck beispielsweise mit Aussiedlerschulmodellen in Sohren und Boppard oder dem Projekt „Arbeit und Bildung statt Sozialhilfe“ mitgestaltet. Zudem entstanden auf Initiative des Landkreises unter Fleck aus dem Bildungsprojekt „Ost-West-Integration“ des Deutschen Volkshochschulverbandes, das Aussiedler-Lotsenprojekt und das Begegnungshaus Büchenbeuren, das 1997 einen Preis beim Bundeswettbewerb „Vorbildliche Integration von Aussiedlern in die BRD“ gewann.
Fleck richtete 1991 die Interessengemeinschaft Hunsrückbahn ein, die das Ziel verfolgte, die Hunsrückbahn auf der Strecke von der Ortsgemeinde Langenlonsheim zum Flughafen Hahn zu reaktivieren.
Bei der Suche nach einer Region im Hunsrück zur Schaffung eines Nationalparks durch das Umweltministerium Rheinland-Pfalz sprach Fleck sich für die Region Soonwald aus, die hierfür neben dem im Landkreis Birkenfeld gelegenen Hochwald zur Option steht. Da sich der Soonwald jedoch sowohl über den Landkreis Rhein-Hunsrück als auch den Landkreis Bad Kreuznach erstreckt, benötigt das Vorhaben die Unterstützung beider Landkreise. Auf Grund der kritischen Haltung des Landkreises Bad-Kreuznach betrachtete Fleck das Vorhaben 2012 als gescheitert und kritisierte dabei vor allem die ablehnende Haltung des dort zuständigen Landrats Franz-Josef Diel.
In Sommer 2023 tourte Bertram Fleck zusammen mit Heinrich Strößenreuther, Mitbegründer der Klimaunion, sowie anderen Mitgliedern der Klimaunion durch Ostdeutschland, um für eine pragmatische Lösung zur Energiewende zu werben. Diese Tour führte ihn und seine Kollegen durch Altenburg in Thüringen, Görlitz in Sachsen und Neubrandenburg in Mecklenburg-Vorpommern.

## Ehrung
Bertram Fleck wurde am 7. Dezember 2022 von der rheinland-pfälzischen Ministerpräsidentin Malu Dreyer mit dem Verdienstorden des Landes Rheinland-Pfalz ausgezeichnet.